# Martin Špegelj
Martin Špegelj (Stari Gradac, 11. studenoga 1927. – Zagreb, 11. svibnja 2014.), hrvatski partizan, general JNA na visokim dužnostima, kratkotrajni drugi ministar obrane Republike Hrvatske (do kompromitiranja tzv. Špegeljevim vrpcama po kojima je ostao zapamćen). Kasnije je bio zapovjednik osoblja Hrvatske vojske i zatim general-inspektor. Zalagao se za naoružavanje novostvorene Hrvatske države. Vrlo rano došlo je do njegovog neslaganja s prvim predsjednikom RH Franjom Tuđmanom zbog čega je 1992. dao ostavku, a potpuno je napustio politiku završetkom rata.

## Životopis
Rođen je 11. studenoga 1927. u Starom Gradcu kod Pitomače. Njegovi roditelji i obitelj bili su pristaše HSS-a[nedostaje izvor]. Bio je partizan u vrijeme Drugog svjetskog rata. Kasnije postaje general JNA kojemu se dodjeljuju visoke dužnosti. Od 1982. do 1985. godine je zapovjednik teritorijalne obrane SR Hrvatske, potom je zapovjednik 2. armije, a zatim po preustroju dovršenom 1987., kojega se smatra pripremom JNA za rat, zapovjednik 5. vojne oblasti sa sjedištem u Zagrebu.
Nakon prvih izbora u Hrvatskoj, 24. kolovoza 1990. godine postaje drugi ministar obrane. Zajedno sa slovenskim zapovjedništvom sastavio je ratni plan za obje države u slučaju napada JNA na njihov teritorij.

### Špegeljeve vrpce
Pred rat, na poticaj iz Srbije, pobunjeni Srbi u Hrvatskoj započeli su nerede i terorističke akcije poznate pod nazivom Balvan-revolucija, kroz koje su odbacivali demokratski izabrane vlasti u Hrvatskoj. Budući da ih je podupirala JNA, Hrvatska je bila u teškom položaju. Špegelj je pokrenuo kampanju kupovanja oružja po crnome tržištu, uvozeći oružje iz bivših zemalja Varšavskog pakta, kao što su Mađarska i Rumunjska.
U siječnju 1991. Televizija Beograd objavila je video snimku Špegeljeva razgovora s prikrivenim agentima KOS-a, vojne kontraobavještajne službe SFRJ. Sadržaj snimki bio je kompromitirajući za novu hrvatsku vlast budući su Špegelj i Boljkovac, koji su prikazani u objavljenom video materijalu, obnašali ministarske funkcije u vladi.
Beogradu su kazete poslužile kako bi se napadala stvorena hrvatska država i dodatno potakla odbojnost Srba prema njoj. Špegeljeva obrana je bila da su kazete potpuna krivotvorina, što je nakon rata opovrgnuo. Bivši hrvatski predsjednik Stipe Mesić također je potvrdio da su Špegeljeve vrpce autentične.
Beograd je tražio suđenje za Špegelja. Kao rezultat afere i strahujući da bi mogao pasti u ruke JNA, Špegelj se sklanja u Austriju, a Tuđman ga 2. srpnja 1991. godine smjenjuje s mjesta ministra obrane. 

### Povratak u Hrvatsku
Nakon oko dva mjeseca vraća se u Hrvatsku, te preuzima od 30. srpnja 1991. god. dužnost zapovjednika Zbora narodne garde (ZNG), preteče buduće Hrvatske vojske koja je tada i osnovana u okrilju Ministarstva unutarnjih poslova RH.
Kada se dogodio Desetodnevni rat u Sloveniji u lipnju 1991. Špegelj je zagovarao zajednički obrambeni plan, po kojemu bi Hrvatska napala vojne baze JNA po Hrvatskoj i tako ušla u rat (Špegeljev plan). Međutim, Tuđman je odbijao konfrontaciju i nije se složio s planom po kojem bi Hrvatska napala višestruko jačeg neprijatelja i dala mu legitimitet za protuudar. Plan je odbačen glasovanjem u kojem su za njegovu provedbu bili samo Špegelj i Mesić. Vodstvo JNA i Srbije priželjkivalo je hrvatski napad.
Stoga se Špegelj 7. kolovoza 1991. godine miče s mjesta zapovjednika ZNG-a, ostavši na funkciji člana Kriznog štaba RH - tijela koje je de facto upravljalo obranom Hrvatske. Potom aktivno sudjeluje u presudnoj Bitki za vojarne, značajnoj zbog oružja kojeg je Hrvatska vojska osvojila, nužnog za početak daljnje obrane. Od 22. rujna je glavni inspektor obrane RH, koju funkciju obnaša tijekom najžešćih borbi krajem 1991. god. (dakle, tijekom Bitke za Vukovar i u vrijeme osnivanja Operativnih zona u Zagrebu, Bjelovaru, Karlovcu Rijeci, Splitu i Osijeku, u listopadu 1991.), te u osjetljivom periodu do 31. prosinca 1992. god., u kojem je u principu ustrojena Hrvatska vojska (već su krajem 1991. godine razvijene 63 brigade HV-a).
S početkom 1992. godine, izmoren borbenim djelovanjem te pritisnut nezadovoljavajućim odnosom Ministarstvom obrane RH, Špegelj odlazi u mirovinu.

## Poslijeratne kritike
Nakon rata, Špegelj je žestoko kritizirao Tuđmanovu politiku, optužujući ga za ratno profiterstvo. Nakon Tuđmanove smrti, objavio je autobiografiju 2001. u kojoj kritizira Tuđmana i HDZ, te njegove političke poteze. Također ga optužuje za podržavanje Hrvata u Bosni i Hercegovini i njihovog navodnog »separatizma«, koji je, po Špegelju, doveo samo do sukoba s Bošnjacima.
Špegelja je zauzvrat kritizirala vojska, koja je simpatizirala Tuđmana, primjerice, admiral Davor Domazet koji smatra da je rat u Sloveniji krajem lipnja 1990. godine bio samo izlika za uvlačenje posve nespremne Hrvatske u rat: za razliku od Slovenije, koja je raspolagala dobro naoružanom i organiziranom teritorijalnom obranom, vlada SDP-SKH je 23. svibnja 1990. - neposredno prije dana sazivanja prvog sabora s HDZ-ovom većinom (30. svibnja 1990., danas se slavi kao Dan Hrvatskoga sabora) provela razoružanje Teritorijalne obrane RH, uz predaju cjelokupnog naoružanja neprijateljski nastrojenoj JNA. U takvoj situaciji, kada su se iz Slovenije prema najgušće naseljenim područjima Hrvatske brzo i organizirano kretale brojne jedinice JNA (čak su i tenkovske jedinice JNA iz Zagreba, Varaždina i Karlovca izašle iz naseljenih mjesta u kojima su se nalazile vojarne i krenule na područje hrvatsko - slovenske granice, odakle su na optimalni način mogle razviti svoj taktički potencijal) bi - prema Davoru Domazetu i njegovim istomišljenicima - provođenje Špegeljevog plana bilo u interesu JNA koja bi time dobila legalno pokriće za otvoreni ulazak u rat protiv praktično nenaoružane Hrvatske, pa je dobro što Hrvatska nije pala u takvu zamku.